# Manastir Orahovica
Manastir Orahovica je jedan od četiri manastira Srpske pravoslavne crkve u Eparhiji pakračko-slavonskoj. Smješten je južno od Orahovice, u podnožju Krndije. Upisan je u Registar kulturnih dobara Republike Hrvatske pod brojem Z – 370 i nazivom Kompleks manastira s crkvom sv. Nikole.

## Povijest
Prvi put se spominje 1583. ili 1579. godine pod nazivom Remeta. Manastirska crkva sv. Nikole izgrađena je 1592./1594. godine u obliku trolisno zaključenog križa i jedini je primjer arhitekture moravske škole na području Slavonije. U sklopu kompleksa nalazi se nekoliko zgrada smještenih oko same crkve. U crkvi je djelomično sačuvan živopis, a stupovi su oslikani prikazom genealogije obitelji Nemanjića. S obje strane dvorišta, sjeverne i južne, nalaze se konaci povezani s traktom trpezarije koji zatvara dvorište sa zapadne strane. U sjeveroistočnom dijelu dvorišta uzdiže se kula-zvonik, izgrađena 1735. godine.
Iako je manastir osnovan u novom vijeku, postoje pretpostavke da je sakralna građevina na mjestu današnjeg manastira postojala još u srednjem vijeku.
Dugi niz godina u manastiru Orahovica bio je prepisivački centar, gdje su prepisivani mnogi rukopisi. Valja istaknuti kaligrafa Mateka koji je prepisao Parenesis sv. Efrema Sirijskog.
Manastir je kroz svoju povijest više puta bio devastiran, najviše prilikom povlačenja Osmanlija iz Slavonije.
Godine 1942. manastir su spalili partizani.

### Članci
- Škiljan, Filip. 2019. Odnos prema pravoslavnim crkvama u Slavonskoj eparhiji u vrijeme socijalizma (1945.-1990.). Zbornik Janković. Ogranak Matice hrvatske u Daruvaru. Daruvar. 4 (4): 481–494